# Rābiʿa-al-ʿAdawiyya-Moschee

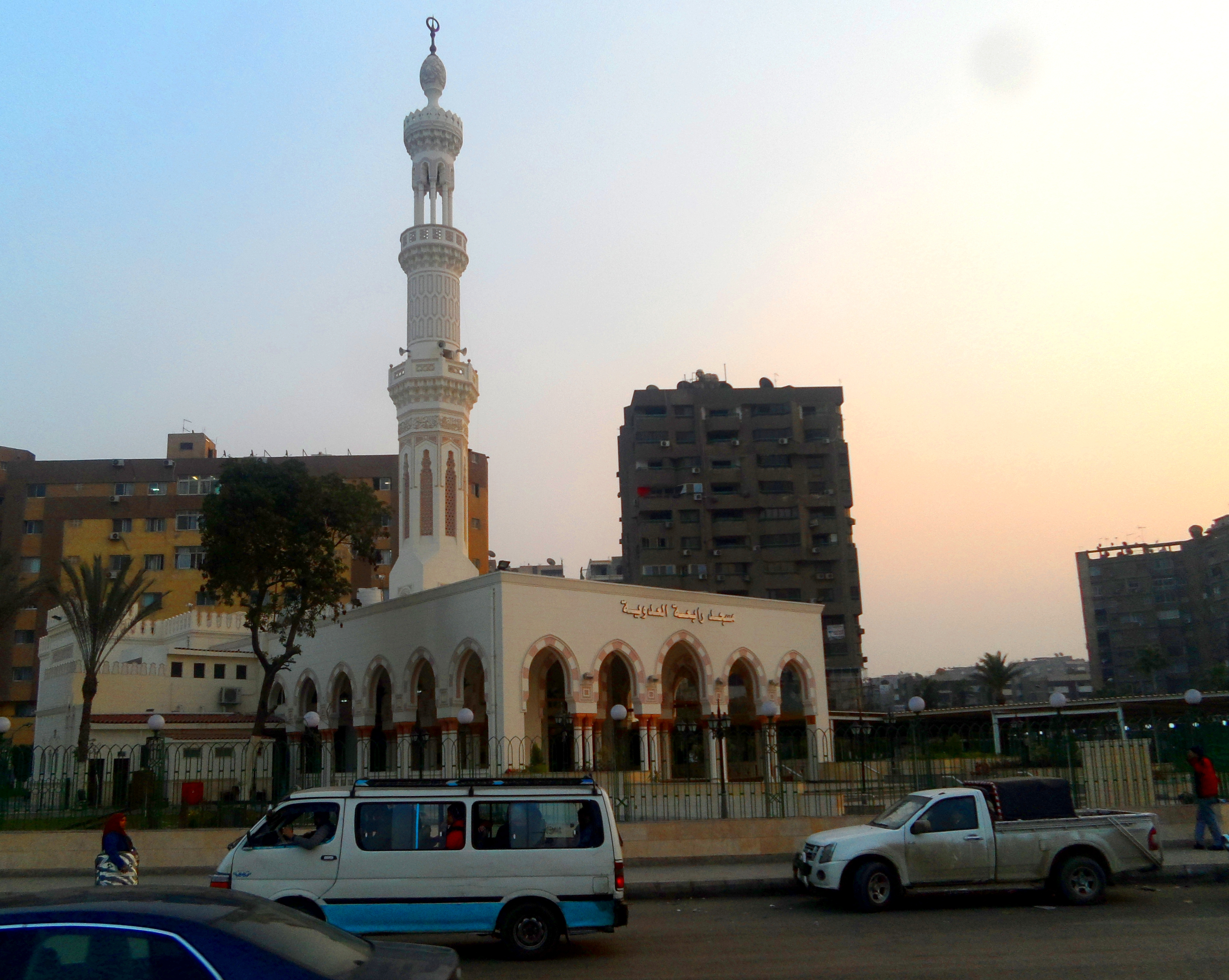
Rābiʿa-al-ʿAdawiyya-Moschee im Dezember 2013

Die Moschee Rābiʿa al-ʿAdawiyya (arabisch مسجد رابعة العدوية, DMG masǧid rābiʿa al-ʿadawiyya), nach der ägyptisch-Arabischen Aussprache auch Moschee der Rabaa El-Adaweya, liegt am nördlichen Rand des Kairoer Stadtteils Nasr City. Sie wurde nach der Heiligen Rābiʿa al-ʿAdawiyya al-Qaysiyya benannt, einer Sufi-Mystikerin des 8. Jahrhunderts. Der Ort wurde 2013 Schauplatz des nach ihm benannten Massakers.

## Lage

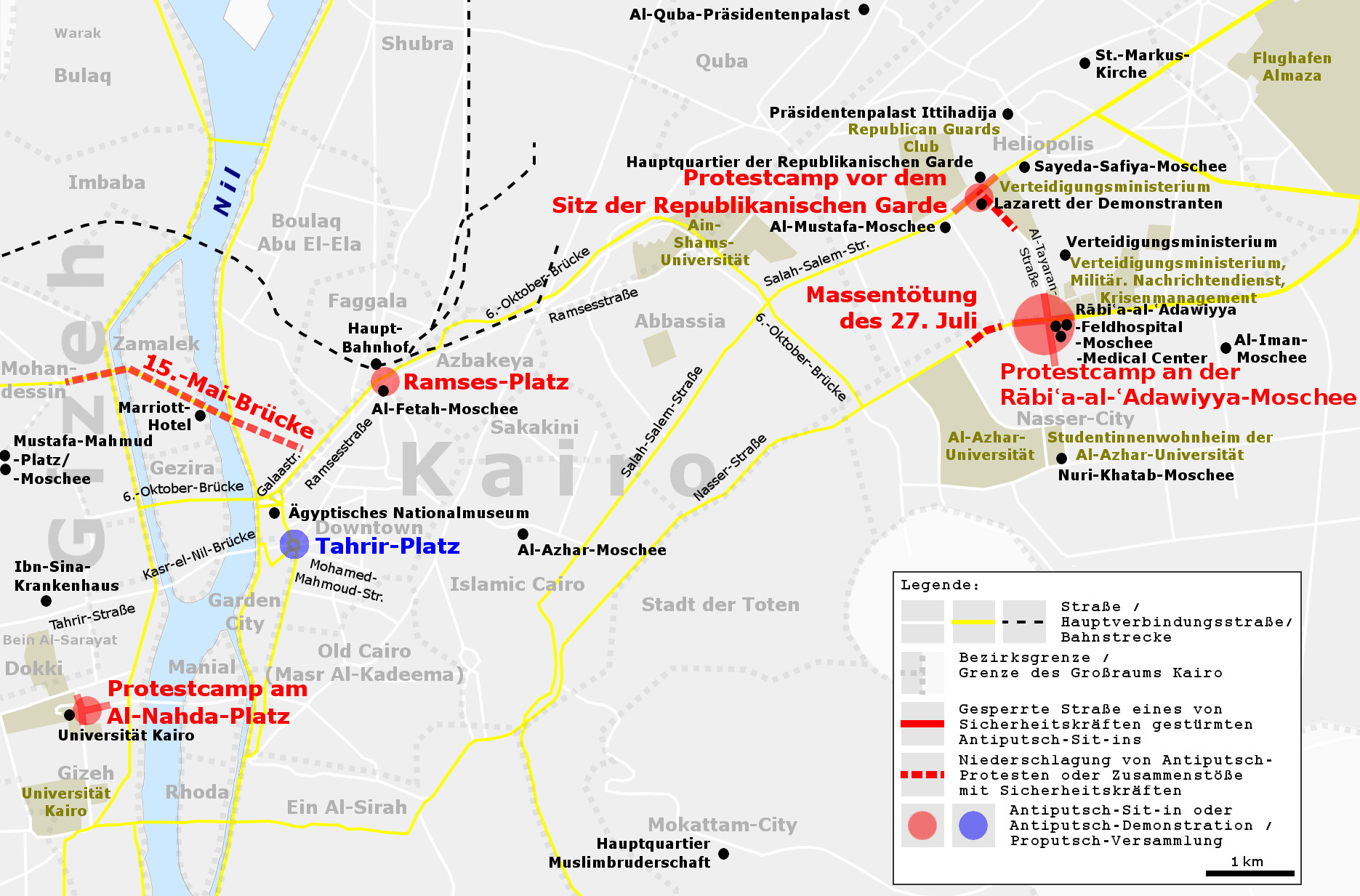
Lage der Rābiʿa-al-ʿAdawiyya-Moschee als Zentrum der Antiputschproteste von 2013 im Osten Kairos

Die Rābiʿa-al-ʿAdawiyya-Moschee befindet sich in Nasr-City (Nasr zu Deutsch „der Sieg“), einem östlich gelegenen Stadtteil Kairos, der als schachbrettmusterartig angelegte Satellitenstadt mit breit angelegten Straßen die größte Konzentration militärischer Einrichtungen und subventionierten Wohnraums für Militärangehörige in Kairo aufweist, darunter (Stand: 2007) das Verteidigungsministerium, das Hauptquartier der Armee, die Militärakademie, der Sitz der Geheimpolizei, verschiedene Offiziersclubs, Unternehmen des militärisch-industriellen Komplexes sowie mehrere im Besitz des Militärs befindliche Hotels. An der Nasrstraße befindet sich das Grab von Anwar Sadat und der anlässlich der Verluste im Jom-Kippur-Krieg errichtete Pyramidenbogen des Denkmals des Unbekannten Soldaten. In Nasr-City befinden sich mit dem Hauptsitz des ägyptischen Geheimdienstes auch die berüchtigten unterirdischen Gefängnisse, wo die Muslimbrüder nach dem Putsch vom 3. Juli 2013 viele ihrer Anhänger in Haft vermuteten.
Die Rābiʿa-al-ʿAdawiyya-Moschee selbst steht in der Mitte des nach ihr benannten Rābiʿa-al-ʿAdawiyya-Platzes und ist von Wohn- und Regierungsgebäuden umgeben, einschließlich eines Militärstützpunktes im nordöstlichen Quadranten des Rābiʿa-al-ʿAdawiyya-Platzes, des Straßenverkehrsamtgebäudes des Innenministeriums im östlichen Teil der Nasrstraße und eines Gebäudes des Verteidigungsministeriums an der südwestlichen Ecke des Rābiʿa-al-ʿAdawiyya-Platzes.
Der Platz und damit die Moschee liegt auf dem Schnittpunkt der Nasrstraße, einer die Innenstadt mit dem internationalen Flughafen Kairos verbindenden Hauptverkehrsader, mit der Tayaranstraße.

## Geschichte
|  | Dieser Artikel oder Abschnitt wurde wegen inhaltlicher Mängel auf der Qualitätssicherungsseite der Redaktion Geschichte eingetragen (dort auch Hinweise zur Abarbeitung dieses Wartungsbausteins). Dies geschieht, um die Qualität der Artikel im Themengebiet Geschichte auf ein akzeptables Niveau zu bringen. Dabei werden Artikel gelöscht, die nicht signifikant verbessert werden können. Bitte hilf mit, die Mängel dieses Artikels zu beseitigen, und beteilige dich bitte an der Diskussion! |

In der Rābiʿa-al-ʿAdawiyya-Moschee fand die Bestattungsfeier für Staatspräsident Anwar Sadat statt, der bei einer auf der breiten Nasr-Straße im Jahr 1981 stattfindenden Militärparade durch ein Attentat radikalislamistischer Offiziere getötet wurde.
Im Jahr 2004 fand in der Rābiʿa-al-ʿAdawiyya-Moschee die Bestattungsfeier für Ma'mun al-Hudaybi Banna, Oberhaupt der Muslimbruderschaft, vor 25.000 Trauergästen statt.
Seit Ende Juni 2013 war der Rābiʿa-al-ʿAdawiyya-Platz mit der Moschee der wichtigste Aufmarschplatz der Muslimbrüder. Im Vorfeld des Militärputsches vom 3. Juli 2013 unter Führung des späteren ägyptischen Staatspräsidenten Abd al-Fattah as-Sisi gegen die erste frei gewählte ägyptische Regierung des Muslimbruders Mohammed Mursi wurde auf einem Treffen der Islamischen Allianz, einer Koalition islamistischer politischer Parteien unter Führung der Freiheits- und Gerechtigkeitspartei (FJP), ein Sit-in an der Rābiʿa-al-ʿAdawiyya-Moschee angekündigt, die ein traditioneller Treffpunkt für Mursi-Unterstützer war. „Unbefristeten Demonstrationen“ unter offizieller Teilnahme der FJP begannen am 28. Juni unter dem Titel „Legitimität ist eine Rote Linie“, während Demonstrationen gegen Mursi und seine Politik am Tahrir-Platz starteten. Islamistische Persönlichkeiten und Anhänger der Muslimbruderschaft versammelten sich zu Tausenden für die Freitagsgebete am 28. Juni um die Rābiʿa-al-ʿAdawiyya-Moschee und verkündeten das Sit-in in Solidarität mit dem gewählten Präsidenten und seiner demokratischen Legitimität.
Nach dem Militärputsch vom 3. Juli 2013 wurde die nur wenige Kilometer vom Präsidentenpalast entfernte Rābiʿa-al-ʿAdawiyya-Moschee mit der Verkündung des unbefristeten Sit-ins zum Zentrum der Proteste gemacht. Um die Moschee bildete sich innerhalb einer Woche eine ausgedehnte Zeltstadt, in der über mehrere Monate hinweg Zehntausende Putschgegner kampierten und die Rückkehr des vom Militär gestürzten Staatspräsidenten forderten. Am 5. Juli 2013, als die Sicherheitskräfte der Putschisten laut Human Rights Watch in einer „außergerichtlichen Massenhinrichtung“ fünf Demonstranten töteten, trat der aufgrund einer Behauptung der Militärführung inhaftiert geglaubte Vorsitzende der Muslimbruderschaft, Mohammed Badie, auf dem Gelände rund um die Rābiʿa-al-ʿAdawiyya-Moschee mit einem Aufruf an die dort versammelten Menschen auf, mit der Demonstration bei der Rābiʿa-al-ʿAdawiyya-Moschee den demokratischen Prozess zu verteidigen, bis Mursi wieder als Präsident eingesetzt sei. In der Rābiʿa-al-ʿAdawiyya-Moschee war eine Event-Halle zu einem Medienzentrum für die Demonstranten umfunktioniert worden.
Aus dem Gebetsraum des Hofs der Rābiʿa-al-ʿAdawiyya-Moschee heraus wurde das für die Behandlung von Verwundungen und für die Durchführung einfacher Operationen ausgestattete Rābiʿa-al-ʿAdawiyya-Krankenhaus der Demonstranten betrieben, in dem Anfang August 2013 nach Angaben eines Arztes 20 in Schichten arbeitende Ärzte 40 Betten versorgten, nachdem Ärzte bereits Anfang Juli auf dem Gelände der Rābiʿa-al-ʿAdawiyya-Moschee ein provisorisches Feldlhospital mit sechs Betten Zur Behandlung einfacher Krankheiten wie Grippe und Hitzschlag eingerichtet hatten. Während der Massentötung auf dem Gelände der Republikanischen Garde in Kairo vom 8. Juli 2013, bei der laut Human Rights Watch Sicherheitskräfte der Putschisten das Feuer auf eine Gruppe friedlich demonstrierender Mursi-Unterstützer eröffneten und in einer „außergerichtlichen Massenhinrichtung“ mindestens 61 Demonstranten töteten, wurden dann über 150 getötete und verwundete Demonstranten zur Versorgung zum darauf nicht ausgelegten Rābiʿa-al-ʿAdawiyya-Feldhospital an der Rābiʿa-al-ʿAdawiyya-Moschee gebracht.
- Am 27. Juli 2013 griffen Sicherheitskräfte des Putschregimes eine Demonstration von Mursi-Unterstützern des Protestcamps auf der Nasr-Straße in der Nähe der Rābiʿa-al-ʿAdawiyya-Moschee an und töteten mindestens 95 Menschen in einer von Human Rights Watch als „außergerichtliche Massenhinrichtung“ bezeichneten Aktion, die das „schlimmste staatlich geführte Massaker im Land seit dem Sturz Husni Mubaraks“ (Patrick Kingsley/The Guardian) darstellte.[13][14][26][27] Dabei handelte es sich um das zweite Massaker der Sicherheitskräfte an Mursi-Unterstützern innerhalb von zwei Wochen.[26][15][16][17] Noch am selben Tag berichtete ein BBC-Reporter vor Ort von der Rābiʿa-al-ʿAdawiyya-Moschee als „Epizentrum der Krise“.[28] Teilweise wurde die Massentötung vom 27. Juli bereits als „Rābiʿa-Massaker“ bezeichnet,[29] das jedoch von der zweieinhalb Wochen später erfolgten und auch von internationalen Menschenrechtsorganisationen „Rābiʿa-Massaker“ genannten Massentötung von Demonstranten durch die Sicherheitskräfte zu unterscheiden ist.[30][13]

- Am 14. August 2013 schlugen die Sicherheitskräfte des Putschregimes die Massenproteste und das Rābiʿa-Sit-in in dem sogenannten Rābiʿa-Massaker – „einer der brutalsten Massenhinrichtungen von Demonstranten in der jüngeren Weltgeschichte“ (Human Rights Watch) mit wahrscheinlich mindestens 1.000 Toten[13][30][15][16][17] – nieder, wobei auch die Moschee teilweise zerstört wurde und ausbrannte.[30][31][32] Sicherheitskräfte eröffneten das Feuer auch auf Einrichtungen, die zu behelfsmäßigen medizinischen Versorgungsstellen umfunktioniert worden waren, einschließlich des Rābiʿa-Krankenhauses, des Feldhospitals und des an die Rābiʿa-Moschee angrenzenden Hofes.[33] Der Haupteingang des Rābiʿa-Krankenhauses, der von den Demonstranten „Sniper-Allee“ genannt wurde, befand sich den Großteil des Tages über unter Sniper-Beschuss der Sicherheitskräfte teilweise auf den Dächern der umliegenden Gebäude postierten Sicherheitskräfte und stellte eine ernsthafte Gefahr für diejenigen dar, die medizinische Versorgung aufsuchen wollten.[33][34][35][36][37][38][25][35][37] Während der Massentötung durch die Sicherheitskräfte diente die Empfangshalle der Moschee als provisorisches Hospital und Leichenhalle für Dutzende Todesopfer unter den Demonstranten sowie als Versteck Hunderter Frauen und Kinder, die Schutz zwischen den Leichen suchten.[38][25][35][37] Am Abend räumten die Sicherheitskräfte die Moschee, das Rābiʿa-Krankenhaus und das Feldhospital gewaltsam, befahlen den Überlebenden, die Leichen und Verletzten zurückzulassen und setzten wahrscheinlich die Moschee und das erste Stockwerk des Feldhospitals sowie die Hauptbühne vor der Moschee in Brand,[33][13][39][40] wobei Augenzeugenberichten zufolge Menschen im Brand des Feldhospitals verbrannt seien sollen.[40] Bei Einbruch der Nacht standen sowohl die Moschee, als auch das Rābiʿa-al-ʿAdawiyya-Medical Center im Süden der Moschee und das Rābiʿa-al-ʿAdawiyya-Feldhospital nordöstlich bei der Moschee in Flammen.[25][41][32]

Das militärgestützte Regime ließ den Rābiʿa-al-ʿAdawiyya-Platz am Morgen des 15. August abriegeln und drei Monate lang geschlossen halten, um den Platz mit umfangreichen Arbeiten zu renovieren. Nach der Eröffnung waren Erinnerungen des renovierten Platzes und seiner Umgebung an die Massentötung beseitigt und stattdessen eine abstrakte Rābiʿa-Skulptur als Denkmal in der Mitte des Platzes errichtet worden, die die Zusammenarbeit von Armee und Polizei zum „Schutz“ der ägyptischen Bevölkerung symbolisieren soll. Das Denkmal stand in der Kritik eher geschichtrevisionistisch als -aufarbeitend zu sein. Die verkohlte Rābiʿa-al-ʿAdawiyya-Moschee war mit halbmatt weißer Farbe neu gestrichen worden. Ähnlich wie die Umgestaltung des Tahrir-Platzes, in der als pro-demokratisch geltenden Gruppen eine Vereinnahmung der Symbolik durch das militärgestützte Regime sahen, wurde die neue Statue zu Ehren der Sicherheitskräfte an dem Ort der größten Massentötung in der jüngeren Geschichte Ägyptens von Unterstützern Mursis abgelehnt.
Bei Protesten zum ersten Jahrestag der Massentötung am Rābiʿa-al-ʿAdawiyya- und am Nahda-Platz wurden am 14. August 2014 mindestens drei Menschen getötet, als die Polizei Versuche von Unterstützern Mursis zunichtemachte, an den ersten Jahrestag der Massentötungen vom 14. August in Kairo zu erinnern.

## Symbolische Bedeutung

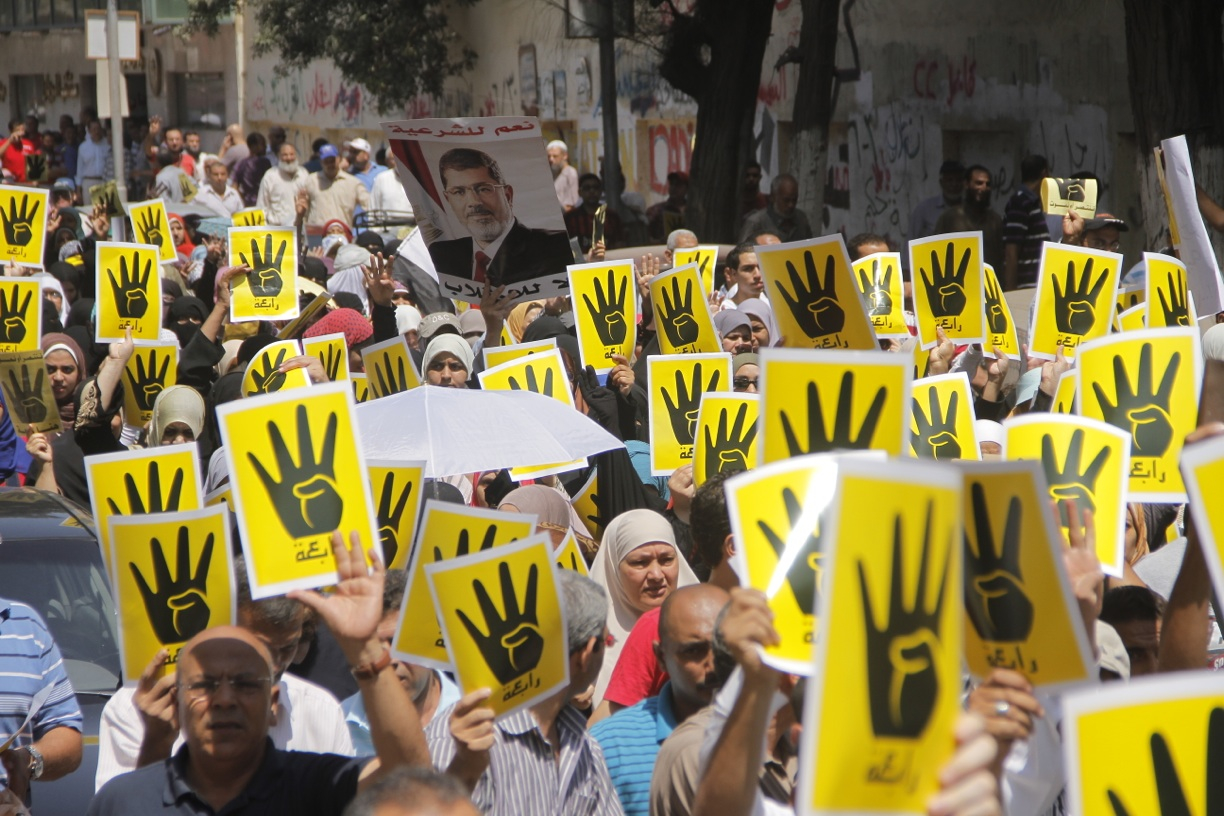
Demonstranten zeigen das R4bia-Symbol als Zeichen ihrer Solidarität mit dem zerstörten und als Rābiʿa bekannt gewordenen Protest-Sit-in (Kairo, 23. August 2013)

Die Rābiʿa-al-ʿAdawiyya-Moschee besitzt eine hohe mystische und religiöse Symbolik, da der religiöse Narrativ an die Namensgeberin der Moschee, die vor über zwölf Jahrhunderten gestorbene und im Islam als Heilige verehrte Rābiʿa al-ʿAdawiyya al-Qaysiyya, in Ägypten gepflegt wird und islamistischen Putschgegnern Möglichkeiten zur Identifikation mit der Heiligen bietet, die der Erzählung nach tagsüber als Sklavin lebte und nachts betete. Nach den Massentötungen an Pro-Mursi-Demonstranten im Juli und August 2013 auf dem Rābiʿa-al-ʿAdawiyya-Platz vor der Rābiʿa-al-ʿAdawiyya-Moschee in Nasr-City nahm auch die R4bia-Kampagne Bezug auf den Namen der Heiligen des Platzes und der Moschee und wurde zum nachhaltigen Symbol für die Antiputschbewegung der Muslimbrüder.
Nasr-City gilt zudem als Hochburg von Mittelklassefamilien mit Sympathien für die Islamisten sowie als Ort mit hoher nationaler und historischer Symbolik. Innerhalb von Kairo wird Nasr-City als Zentrum der Muslimbruderschaft angesehen, die auch nach dem Militärputsch vom 3. Juli 2013 weiterhin den vom Militär gestürzten Staatspräsidenten Mohammed Mursi unterstützte.
Rābiʿa ist seither ein Symbol (Protestschreibweise in Anlehnung an eine arabische Bedeutung des Wortes als Mädchenname „Vierte“ auch: „R4bia“) für den Protest gegen die Militärdiktatur und wird als Erinnerung an die Massentötung von Demonstranten durch ägyptische Sicherheitskräfte vor der Rabia-al-Adawija-Moschee vom 14. August 2013 verstanden.